# Juan Galo Ponce de León y Monedero
Juan Galo Ponce de León y Monedero (Albacete, 16 de octubre de 1807-Málaga, 1 de octubre de 1877) fue un jurista español del siglo XIX.

## Biografía

### Carlismo
Perteneció a una familia de letrados, siendo su padre Francisco Ponce de León y Martínez abogado y su hermano Miguel Ponce de León y Monedero notario de Reinos. Los tres fueron conocidos carlistas en Albacete.
La villa de Albacete tuvo un predominio de las ideas liberales entre 1835 y 1840. Durante la Primera Guerra Carlista, se incrementó la vigilancia sobre los carlistas conocidos y se procedió en rigor contra ellos. Uno de los más notorios, a tenor del volumen de información conservada, debió ser su padre, Francisco Ponce de León y Martínez, sin duda persona de calidad por el tratamiento que recibe, y se cree emparentado con la familia Ponce de León y Chacón, marqueses de Lícani. La información sobre Francisco Ponce de León es la más completa sobre carlistas en Albacete y abarca desde 1836 a 1838.
Durante esta época, tanto Juan Galo como su padre Francisco y su hermano Miguel no gozaron de buena opinión y concepto político desde hacía muchos años, fueron tenidos generalmente por desafectos al gobierno y sistema liberal y legítimo de Isabel II, e incluso se siguió causa en el Juzgado Ordinario contra ellos y otros por: ensangrentarse contra la ilustre víctima y nombre del Caudillo malhadado Rafael del Riego, y otros patriotas.
Juan Galo se incorpora a la columna de Cabrera cuando ésta se aproximó a Quintanar del Rey; mientras que su padre Francisco Ponce de León debió ser muy temido como conspirador, ya que su prisión en Albacete, a partir del día 30 de diciembre de 1836 no pareció suficiente y el 14 de febrero de 1837 es desterrado a Alicante.
Años después, el 12 de junio de 1855 se publicó que el abogado D. Juan Galo Ponce, antiguo auditor de Cabrera, se encontró entre otros que fueron puestos en prisión la noche del domingo en Albacete y La Gineta, por ser sospechosos de convivencias carlistas.

### Carrera
Estudió leyes, el 27 de octubre de 1834, se le expidió título de abogado de los Tribunales y Juzgados del Reino en Valencia.
Fue uno de los abogados del Colegio Provisional de Albacete y fue el colegiado nº41 del Ilustre Colegio de Abogados de Albacete (Relación de abogados por orden de inscripción desde 1838 a 1858). En certificación de dicho Colegio consta que se incorporó el 24 de noviembre de 1843, desde entonces hasta 1847 fue uno de los encargados de las defensas de los pobres, en 1854 prestó igual servicio voluntariamente sin eximirse el pago de la contribución. Participó activamente en las Juntas Generales y fue nombrado Tesorero de la Junta de Gobierno del Ilustre Colegio de Abogados de Albacete, el 17 de noviembre de 1848 y el 15 de diciembre de 1850. Además fue diputado 3.º y secretario habilitado de la Junta de Gobierno en diferentes épocas.
En Albacete, residió en la calle San Agustín nº24, el 28 de julio de 1845 se le nombró Asesor interino de la Intendencia de la provincia de Albacete y en 6 de septiembre siguiente se le confirmó este destino en propiedad cesando el 31 de octubre del mismo año. El 2 de abril de 1847, se le volvió a nombrar Asesor interino de Rentas y se le confirmó en propiedad el 6 de marzo de 1848 y continuó en este destino hasta el 31 de julio de 1852.
El 1 de agosto de 1852 se le expidió el título de Promotor Fiscal de Hacienda de Albacete, de cuyo destino tomó posesión el 9 del mismo y cesando en 5 de junio de 1853 a virtud de Real Orden de 24 de mayo anterior. Habiendo sido nombrado para el mismo destino se le expidió el oportuno título el 6 de abril de 1858, tomó posesión el 26 del mismo y cesó el 5 de marzo de 1859 por suspensión de la plaza.
El 27 de octubre de 1859 fue nombrado por la Regencia, Juez de paz interino en Albacete y el 26 de diciembre último se le volvió a nombrar para el bienio 1861 y 1862, por el secretario del Juzgado de Primera Instancia de Albacete, consta que desempeñó el cargo de Juez de primera instancia en dos ocasiones en que el Juez propietario estaba de licencia.
En 1862, se presentó a registrador de la propiedad para el Partido Judicial de Albacete, en esta ocasión los informes del gobernador civil, juez de primera instancia y alcalde del Constitucional de Albacete eran favorables acerca de la moralidad, aptitud, capacidad y concepto público del interesado, expresando que no concurría ninguna de las circunstancias del artículo 299 de la ley hipotecaria. Así mismo el señor Fiscal de S. M. de la Audiencia de Albacete manifestó que en la Promotoría Fiscal de Hacienda demostró celo, laboriosidad e inteligencia, sin resultarle nota alguna desfavorable en el Archivo de la Fiscalía. Tras no quedar elegido envió un escrito a su Majestad la Reina, solicitando que como cesante del poder judicial y del Ministerio Fiscal se le concediera la plaza que se encontraba vacante en el Partido Judicial de Algeciras. 
El 10 de noviembre de 1862, mediante Real Orden, es nombrado Registrador de la Propiedad para el Partido Judicial de Algeciras, sirviendo en este cargo sin interrupción desde el 23 de enero de 1863, instalándose en la ciudad con su familia. En 1866 solicitó se le trasladase a ocupar una plaza vacante de una capital de provincia como la de Córdoba o la de Toledo, con el objeto de que tres de sus hijos pudieran continuar con los estudios, siendo que en esa localidad no existía en aquel entonces ningún instituto, ni establecimiento alguno de segunda enseñanza. Por lo que tras jubilarse de Registrador de la Propiedad en 1876 se trasladó a Málaga, donde ejerció la abogacía en su despacho de la Calle Ancha Madre de Dios nº14, hasta su fallecimiento el día 1 de octubre de 1877, en dicha ciudad.

### Familia
Nació en la villa de Albacete el día 16 de octubre de 1807, siendo el primogénito del matrimonio formado por Francisco Ponce de León y Martínez, natural de Albacete y de María Rosa Monedero y Collado, natural de Quintanar del Rey, Cuenca y viuda de Alonso de Córdoba
Nieto de Juan Antonio Ponce de León y Trujillo y de Josefa Mª Martínez y Portero, naturales ambos de la villa de Albacete, y de Miguel Monedero y de María Rosa Collado, naturales de Quintanar del Rey, Cuenca.

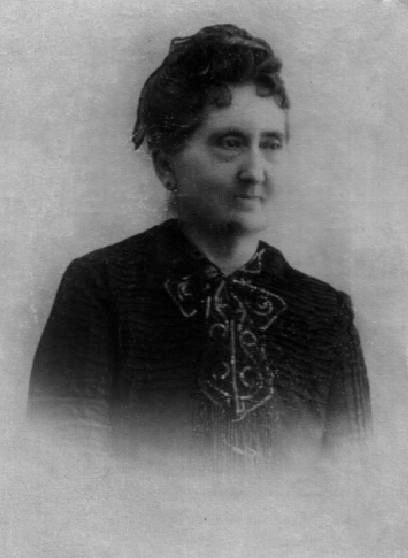
Encarnación Encina y Ordóñez (1834-1916)

Bautizado el 16 de octubre de 1807 en la Iglesia Parroquial San Juan Bautista, actual Catedral de Albacete. Sus padrinos fueron sus tíos, Francisco Martínez y Catalina Ponce de León y Martínez.
Se casó en la Iglesia Parroquial de la Santísima Trinidad en la ciudad de Alcaraz provincia de Albacete el día 28 de febrero de 1851. con María de la Encarnación Encina y Ordóñez, natural de Fuensalida, Toledo, hija de Juan Tomás Encina del Peral e Isabel Ordóñez Avilés. Tuvieron nueve hijos: Constantino, Pilar, Matilde, Juan, Francisco, Patrocinio, José, Luis y María Luisa Ponce de León y Encina.
Su primogénito Constantino falleció durante la infancia.
Su hijo Juan, se casó el 1 de junio de 1898, en Zamora con Guadalupe Cabello Fernández hija del Senador Vitalicio Pedro Cabello Septien y de María Luisa Fernández Coria. Tuvieron cuatro hijos: Luis, Juan, Guillermo y Alfonso Ponce de León Cabello.

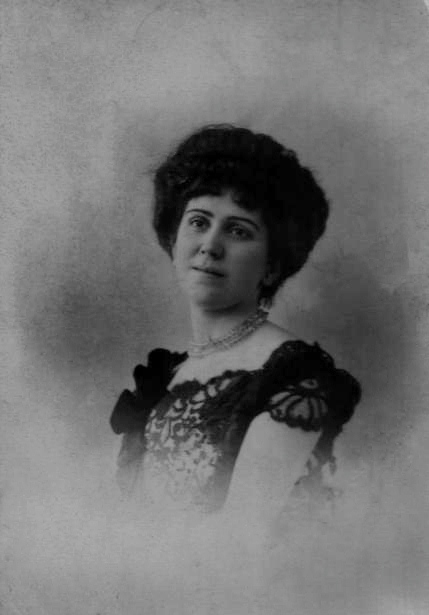
María Luisa Ponce de León y Encina

Su hijas Pilar y Matilde, fueron solteras, esta última fue Religiosa Capitular del Real Monasterio de Santiago el Mayor
Su hijo Francisco se casó en la villa La Orotava, Santa Cruz de Tenerife, el 16 de octubre de 1891, con Felisa Fumagallo y Medina, hija de Luis Fumagallo y Gall y de María del Rosario Medina y Schwerer, de este matrimonio no nacieron hijos.
Su hijo José contrajo nupcias en Madrid, en la Iglesia Parroquial de San Marcos el 16 de diciembre de 1904 con María de las Mercedes Belloso y Rodríguez, hija del doctor Fernando Belloso y Lucas, Jefe de Farmacia del Distrito de Palacio y Farmacéutico de la Casa Real, y de su segunda mujer Victoria Rodríguez Martín. De esa unión nacieron cuatro hijos: José Luis, María Mercedes, María Victoria y María de la Encarnación Ponce de León y Belloso.
Su hijo Luis se casó con Laura Molero Martín de Blas viuda de López en Madrid; y su hija María Luisa se casó en 1907, con el abogado Luis María Lovaco de Ledesma hijo de Francisco Lovaco y Pérez y María Isabel de Ledesma Palacios en Madrid. De estos matrimonios no hubo descendencia.